# Parvis

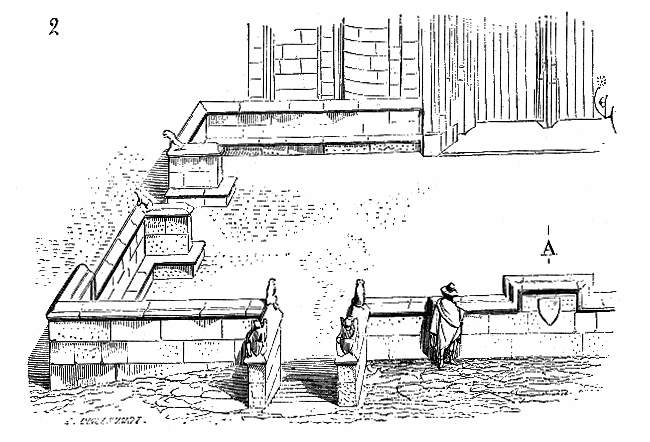
Parvis de l'església de Santa Radegunda, a Poitiers.

Un parvis és l'espai obert localitzat enfront de l'entrada d'una església, el perímetre de la cual està delimitat per un tancament. En absència d'aquest últim, es parla de plaça-parvis. En català aquest mot no sol utilitzar-se gaire, sent traduit molts cops per termes com esplanada i d'altres, menys precisos com plaça, elizate o atri. En italià, es coneix com a sagrato, i es confon amb el mateix lloc en què es podia exercir el fet d'acollir-se a sagrat.
Ara s'usa generalment per designar els amplis espais oberts davant de i al voltant d'una catedral o església, especialment quan estan envoltats per columnates o pòrtics, com a la basílica de Sant Pere a Roma. I, per extensió, es parla de parvis (antiga plaça-parvis) en aquells casos d'espais de domini públic que s'estenen fins als peus dels edificis monumentals, fins i tot desproveïts de caràcter religiós. Per exemple, el "parvis de la Defensa" o simplement el "parvis d'una estació".